# Studeneț, Razgrad
Studeneț (în bulgară Студенец) este un sat în comuna Loznița, regiunea Razgrad,  Bulgaria. 

## Demografie
Componența etnică a satului Studeneț
     Turci (13,61%)
     Nicio identificare (28,79%)
     Bulgari (54,97%)
     Romi (2,61%)
La recensământul din 2011, populația satului Studeneț era de 382 locuitori. Din punct de vedere etnic, majoritatea locuitorilor (54,97%) erau bulgari, existând și minorități de turci (13,61%) și romi (2,61%). Pentru 28,79% din locuitori nu este cunoscută apartenența etnică.